# Ibskal
Ibskal eller ibsskal er skallen af kammuslingen Pecten jacobaeus, som er almindelig langs Nordspaniens kyst. Skallen er et vigtigt symbol for pilgrimme og vandrere, der rejser ad Jakobsvejen (caminoen) for at besøge Sankt Jakob den Ældres grav i Santiago de Compostela (Nordvestspanien). Undervejs fungerer skilte med kammuslingeskallen som vejvisere for pilgrimsfarere, og mange tager en kammuslingeskal med hjem som minde om, at de har gået caminoen. Navnet Jakob (Jacobus) blev på dansk til Ib.

## Galleri
- Skallen af Pecten jacobaeus
- Ibskal på pave Benedikt 16.'s våbenskjold
- Ibskal øverst på Garnisons Kirkes altertavle.

| Dyr | Spire Denne artikel om dyr er en spire som bør udbygges. Du er velkommen til at hjælpe Wikipedia ved at udvide den. |

| Heraldik | Spire Denne artikel om heraldik er en spire som bør udbygges. Du er velkommen til at hjælpe Wikipedia ved at udvide den. |